# Horodło

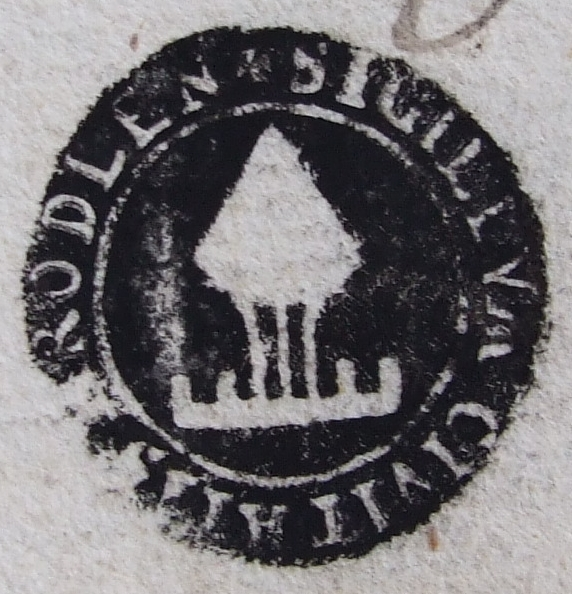
Horodło - pieczęć miejska na dokumencie z 1798 roku

Horodło (lit. Horodlė) – wieś w Polsce położona w województwie lubelskim, w powiecie hrubieszowskim, w gminie Horodło. Leży na obszarze Grzędy Horodelskiej, na lewym brzegu Bugu.
| SIMC    | Nazwa              | Rodzaj    |
| ------- | ------------------ | --------- |
| 0888793 | Wały Jagiellońskie | część wsi |

Horodło było dawniej miastem, lokowane w 1413 roku, w XVI wieku położone w województwie bełskim. W 1570 roku należało do starostwa horodelskiego. W latach 1975–1998 w województwie zamojskim.
Wieś jest sołectwem, siedzibą  gminy Horodło. Według Narodowego Spisu Powszechnego (marzec 2011 r.) liczyła 1035 mieszkańców i była drugą co do liczby ludności miejscowością gminy.
Wieś jest siedzibą rzymskokatolickiej parafii Świętego Jacka i Matki Bożej Różańcowej.

## Historia
Pierwsza wzmianka o Horodle pochodzi z roku 1287, kiedy to książę halicki Włodzimierz zapisał żonie w testamencie „sieło swoje Horodel wraz z ludźmi i mytem”. W 1366 roku Horodło jako stolicę włości, a więc już jako miasto, przejął Kazimierz Wielki przyłączając je do Polski. Horodło ustanowiono wówczas miejscem sądów pogranicznych polsko-litewskich, a król przekazał je w lenno Jerzemu Narymuntowiczowi. W 1376 Litwini na krótko opanowali ziemie bełską i chełmską, ale w 1377 odebrał ją Sędziwój z Szubina. Janko z Czarnkowa wymienia Horodło w 1382 roku wśród najznaczniejszych zamków na Rusi Czerwonej. W roku 1388 król Władysław Jagiełło nadał ziemię bełską wraz z Horodłem księciu mazowieckiemu Siemowitowi IV jako posag swej siostry Aleksandry. Nadanie to zostało potwierdzone dokumentem królewskim w 1396 r., w którym Horodło nazywane jest już miastem. W 1394 Siemowit nadał bełskiemu konwentowi Dominikanów wieś Kościaszyn, a w akcie nadania występuje wojewoda horodelski Stanisław. Świadczy to, że Horodło już w tamtym okresie było miastem, w którym często przebywał książę bełski. W 1411 księżna Aleksandra, żona Ziemowita, a siostra Władysława Jagiełły ufundowała w Horodle kościół i klasztor Dominikanów. Kościół parafialny istniał wcześniej, założony przez Siemowita IV, być może podczas jego pobytu w Horodle w 1394. Można przypuszczać, że wtedy też nastąpiło nadanie prawa magdeburskiego. W krótkim okresie 1413–1430 Horodło należało do Wielkiego Księcia Litewskiego Witolda, przyznane mu przez króla Władysława Jagiełłę. Po śmierci Witolda w 1430 zwrócone zostało książętom mazowieckim, czemu sprzeciwił się książę litewski Świdrygiełło, dokonując zaboru ziemi chełmskiej i bełskiej. Władysław Jagiełło w roku 1431 w wyprawie przeciw Świdrygielle ziemie te wraz z Wołyniem przywrócił Polsce, a zupełnie zniszczone Horodło w 1432 roku przekazał Kazimierzowi II, księciu mazowieckiemu i bełskiemu. Po śmierci Władysława II, księcia bełskiego w 1462 księstwo bełskie weszło bezpośrednio w skład Korony Polskiej jako województwo bełskie, a Horodło pozostało do końca istnienia Korony Królestwa Polskiego i I Rzeczypospolitej stolicą powiatu horodelskiego. Z 1507 roku pochodzi pierwsze świadectwo istnienia osiedla żydowskiego w Horodle.
Największy rozwój miasta miał miejsce w 2. połowie XVI i na początku wieku XVII. W tym czasie stało się ono siedzibą starostwa niegrodowego. Jako siedziba starostwa było miejscem, w którym zbierał się sąd grodzki, a także odbywały się sesje wyjazdowe sądu ziemskiego z Grabowca (do 1616 r.).
Z czasem Horodło podupadło, niszczone wielokrotnie pożarami i najazdami obcych wojsk, m.in. w latach: 1648, 1655, 1657, 1702 (wówczas zniszczony został zamek, którego ruiny istniały do r. 1764). Po I rozbiorze Polski w 1772 roku znalazło się w zaborze austriackim. Należało do peryferyjnego cyrkułu zamojskiego. W wydanym po raz pierwszy w 1786 r. dziełku pt. „Geografia (...) Galicyi i Lodomeryi” jego autor, hrabia Ewaryst Andrzej Kuropatnicki, pisał z żalem o Horodle: Miasto prócz kościoła dominikańskiego i ich kościoła na farę obróconego, żadnej nie ma ozdoby. Na miasta tego nikczemność patrząc, któżby uwierzył, że za Jagiełły dwa narody były zgromadzone tutaj, polski i litewski dla unii wieczystej. Były w tym mieście akta grodzkie. Rudera miasta po lasach nad Bugiem widzieć się dają. W 1809 roku w wyniku pokoju w Schönbrunnie wraz z całym cyrkułem zamojskim zostało włączone w skład Księstwa Warszawskiego. Niemniej jednak już w 1815 roku, po upadku Napoleona i kongresie wiedeńskim, Horodło znalazło się w Królestwie Polskim pod panowaniem rosyjskim (zabór rosyjski).
Horodło zapisało się w historii Polski przede wszystkim jako miasto, w którym została zawarta w 1413 unia polsko-litewska, decydująca o dalszych losach obydwu państw, które 156 lat później, w 1569 r., połączono w jedno państwo – I Rzeczpospolitą. Dnia 10 października 1861 r., w 448 rocznicę podpisania unii horodelskiej, zorganizowano demonstrację w Horodle, w której wzięły udział tłumy zgromadzone na obu brzegach Bugu: ludzie rozmaitych stanów i wyznań, przybyłej tu z różnych części przedrozbiorowej Rzeczypospolitej. Zaborca rosyjski nie wpuścił jednak manifestantów do Horodła, dlatego też zgromadzeni zebrali się na polach pod miastem. Na pamiątkę tych wydarzeń usypano kopiec i ustawiono drewniany krzyż. Po uroczystościach jednak na polecenie władz carskich kopiec został zniszczony. 13 stycznia 1870 r. pozbawiono Horodło praw miejskich wskutek rosyjskich (carskich) represji po upadku powstania styczniowego.
W 1918 roku, po odzyskaniu niepodległości, Horodło znalazło się na obszarze już odrodzonej Polski.
W 1924 r. odnowiono kopiec zniszczony wcześniej z polecenia władz rosyjskich i podwyższono go do 11 metrów oraz ustawiono na nim metalowy krzyż. Krzyż ma wygląd ściętego pnia drzewa z którego wyrasta nowa odrośl w postaci krzyża – jest to symbol odrodzonej Polski.
W 1938 roku władze sanacyjne zniszczyły w ramach akcji rewindykacyjno-polonizacyjnej cerkiew prawosławną w Horodle.
W październiku 1939 r. Horodło znalazło się pod okupacją niemiecką jako miejscowość nadgraniczna, gdyż tereny po drugiej stronie Bugu dostały się pod okupację sowiecką, choć pierwotnie także tereny po zachodniej stronie Bugu, w tym Horodło, miały się dostać pod sowiecką strefę wpływów (prawie całą drugą połowę września 1939 w miejscowości przebywały oddziały sowieckie aż do ustalenia granicy niemiecko-sowieckiej na ziemiach polskich, przez co Sowieci się wycofali przekazując władzę Niemcom). Okres II wojny światowej wiązał się z prześladowaniem i mordowaniem miejscowej ludności nie tylko przez okupantów niemieckich, ale także i przez ukraińskich nacjonalistów. W 1944 roku Horodło zostało zajęte przez wojska Armii Czerwonej, co zakończyło okupację niemiecką.

## Zabytki
- Kościoły rzymskokatolickie
  - Kościół parafialny pw. św. Jacka
  - Kościół filialny pw. św. Mikołaja i Podwyższenia Krzyża Świętego
- Kościół polskokatolicki pw. Zmartwychwstania Pańskiego
- Wapienne rzeźby lwów
- Grodzisko średniowieczne[21]

## Horodelska legenda
Po wojnie z Kozakami, która toczyła się w latach 1642–1645, Horodło nawiedziła zaraza morowa, która zbierała bogate żniwo. Zmarłych było tylu, że nie nadążano robić trumien. Cała wioska zastanawiała się jak zapobiec zarazie. Urządzano wiece i narady. Na jednej z takich obrad znalazł się staruszek, którego nie imała się zaraza. Był to człowiek wiekowy i mający poważanie wśród horodelskiej społeczności. Po długim namyśle zaproponował, aby oborać Horodło zgodnie z ruchem Słońca. Pracę tę mogli wykonać jedynie mężczyźni bliźniacy oraz bliźniacze woły. Na szczęście w Horodle znaleźli się tacy mężczyźni i woły. Mieli zacząć o świcie. Wraz ze wschodem Słońca rozpoczęła się praca, której towarzyszyli mieszkańcy, zanosząc jednocześnie do Boga gorące modły o oddalenie od nich zarazy. Trud mężczyzn trwał dwa dni, wreszcie o zachodzie słońca pracę zakończono. Mężczyźni i woły znalazły się w tym samym miejscu, z którego przed dwoma dniami wyruszyli. Ludzi nawiedziła wielka radość. Bliźniacy stali się miejscowymi bohaterami, tylko woły nie zdawały sobie sprawy z podniosłości wydarzenia i spokojnie zaczęły skubać trawę. Od tamtej pory po dziś dzień Horodła nie nawiedzają ani choroby, ani głód, ani wojny.

## Galeria

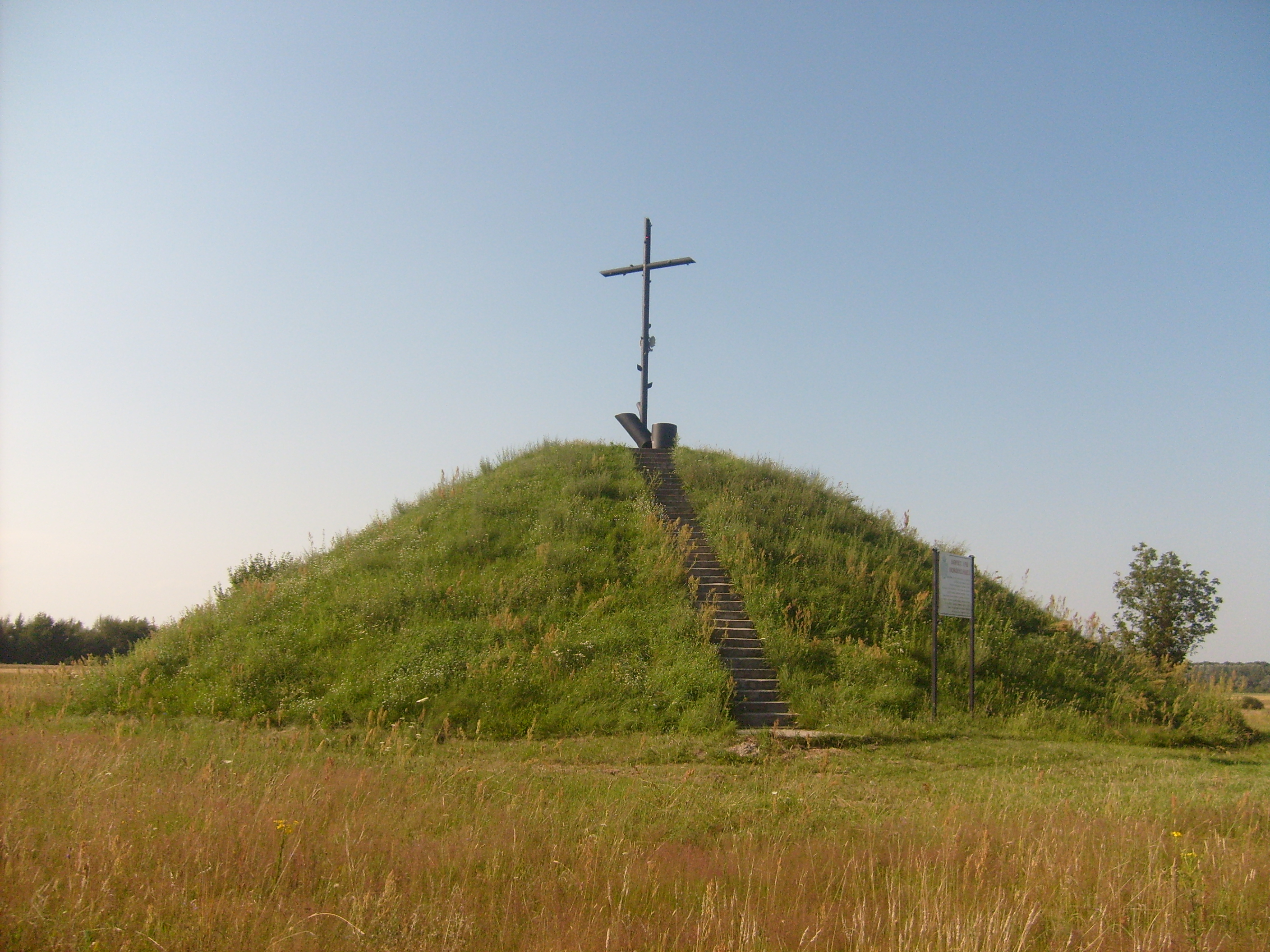
Kopiec Unii Horodelskiej
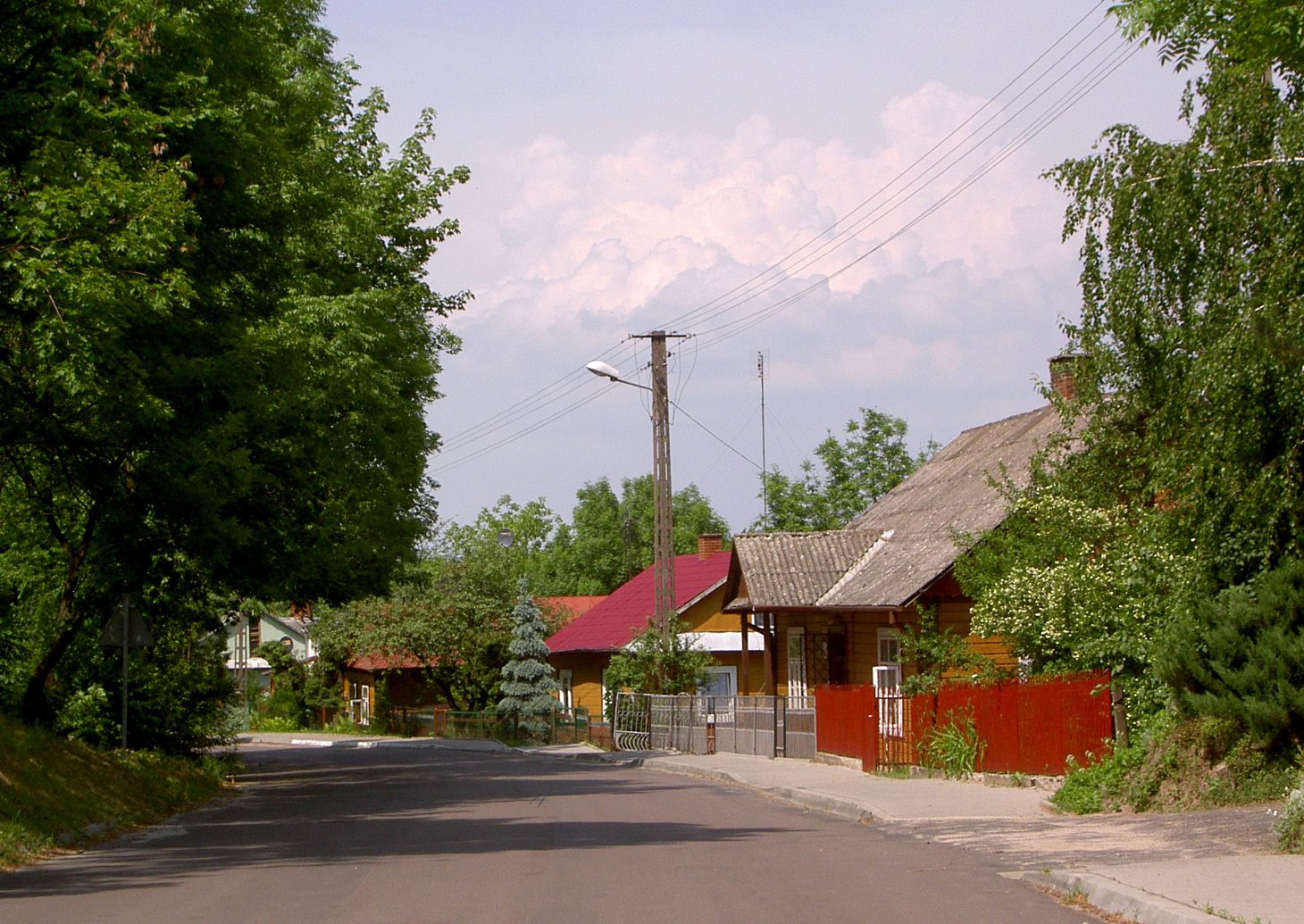
Wjazd od strony Zosina
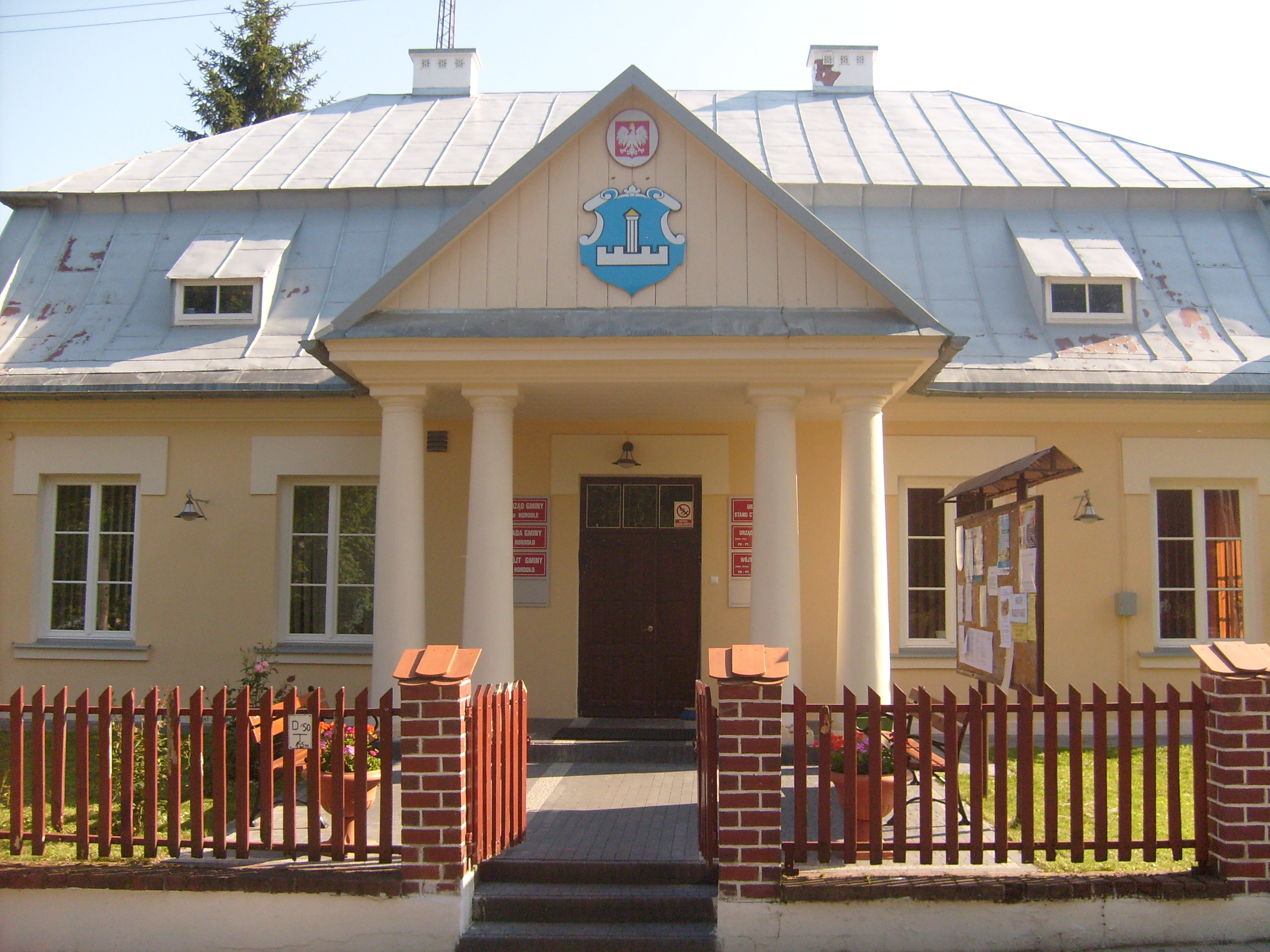
Budynek urzędu gminy
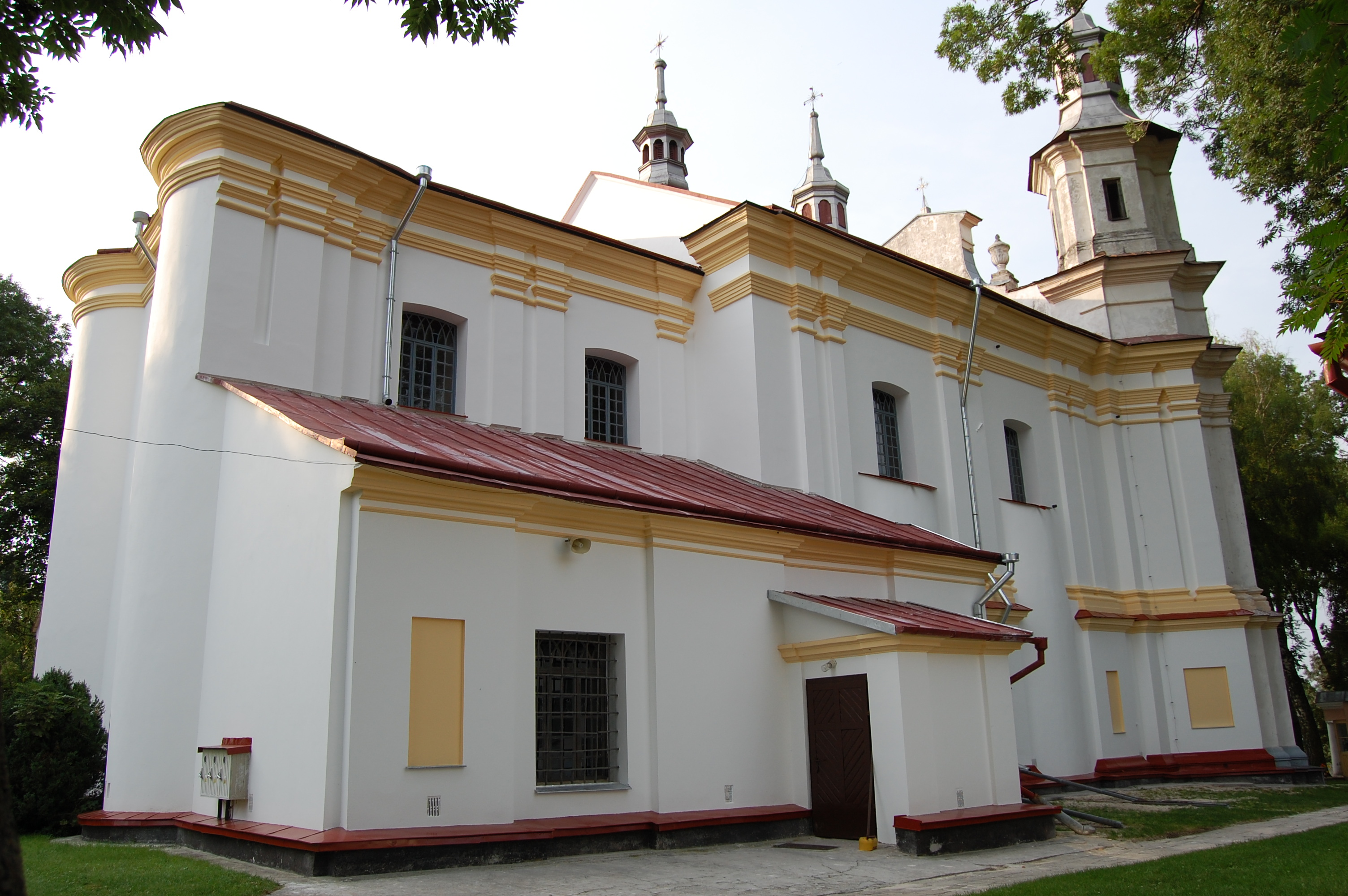
Kościół św. Jacka